# Alfonso Romo de Vivar
Dr. Alfonso Romo de Vivar (Aguascalientes, 1928), egresado de la Facultad de Química e Investigador emérito del Instituto de Química de la UNAM, el cual ha recibido numerosas distinciones como el Premio de Ciencias de la Academia de la Investigación Científica, el Premio Nacional de Química y Ciencias Farmacéuticas, el Premio Universidad Nacional en ciencias naturales y el Premio IOCD-Sintex para la Excelencia de la Química en México, entre otros.
Su trabajo desde los años 1950 se ha centrado principalmente en el estudio químico de los productos naturales y su toxicidad, como fue en la flor Helenium mexicanum de la cual logró extraer las mexicaninas A, B, C que son lactonas sesquiterpenicas y además  las sustancias responsables de la toxicidad de esta planta, así como el estudio de otros terpenos en plantas de aroma agradable.
En los años 1960 destacó por sus estudios de los principios activos de la yucca o palma china. De este material vegetativo obtuvo un método económico,  que permite sintetizar ciertos corticoides como son la hidrocortisona y otras moléculas esteroides útiles en farmacia, obteniendo una patente en 1979 por dicho descubrimiento.
Su principal eje de investigación es el estudio químico de la flora nacional mexicana y la divulgación científica, siendo fundador de la Revista Latinoamericana de Química  y autor de varios artículos en varias revistas y libros como es:  “QUÍMICA, UNIVERSO, TIERRA Y VIDA”.
Fue condecorado con el doctorado honoris causa por parte de la Universidad Autónoma de Aguascalientes el 17 de noviembre de 2023.